# Wederkomst van Jezus
Met de wederkomst van Jezus of parousia (van het Grieks: Δευτέρα Παρουσία, Deftéra Parousía) wordt de belofte van Jezus bedoeld, dat hij na zijn verrijzenis zal terugkomen op de Dag des Oordeels. Binnen het christendom en de islam wordt het geloof hierin aangehangen. In het Nieuwe Testament werd de wederkomst tijdens het leven van de schrijvers hiervan verwacht.

## Binnen het christendom

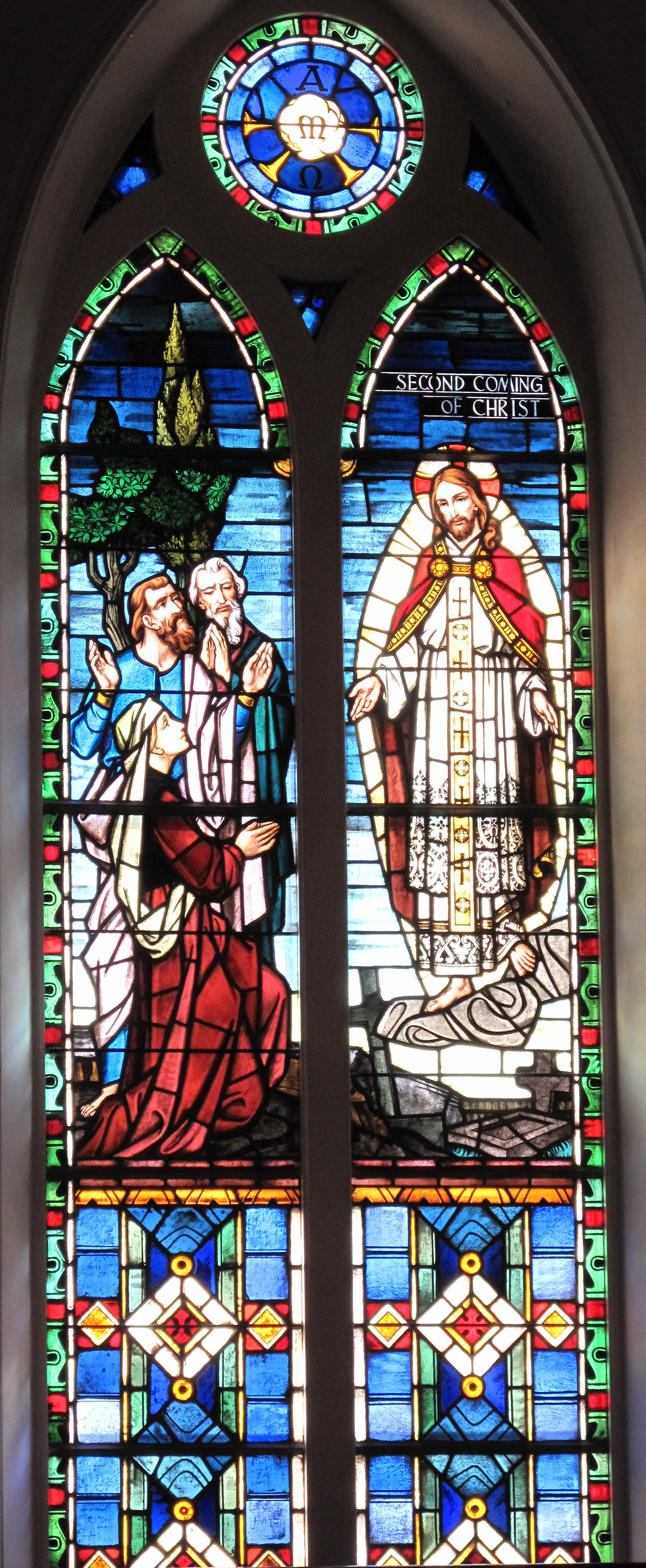
De wederkomst van Jezus, een glas-in-loodraam in de St. Matthew's German Evangelical Lutheran Church te Charleston, South Carolina

De wederkomst van Jezus binnen het christendom wordt gezien als de definitieve openbaring van God aan de mensheid, die begon met het leven, de dood en verrijzenis van Jezus. Sommige christelijke groeperingen onderscheiden nog twee wederkomsten: de eerste is de opname van de gemeente, waarbij Jezus terugkeert op aarde (onder luid bazuingeschal) om de ware christenen op te halen naar de hemel en de tweede wederkomst (ook aangeduid als de "tweede advent" (Engels: The Second Coming)) is het moment dat Jezus zichtbaar terugkeert op aarde.
Volgens andere christelijke groeperingen is er bij de opname van de gemeente geen sprake van een wederkomst van Jezus Christus: de gelovige christenen gaan de Here immers tegemoet in de lucht (1 Tessalonicenzen 4:15-17). Er zou dan ook maar van één wederkomst sprake zijn: de zichtbare wederkomst van Jezus Christus op de wolken (Openbaring 1:7). De wijze van wederkomst zal hetzelfde zijn als de manier waarop Jezus in de hemel werd opgenomen, wat staat in Handelingen 1:11: "Ze zeiden: ‘Galileeërs, wat staan jullie naar de hemel te kijken? Jezus, die uit jullie midden in de hemel is opgenomen, zal op dezelfde wijze terugkomen als jullie hem naar de hemel hebben zien gaan.’"
In de Rooms-Katholieke Kerk, de Lutherse kerk en hervormde en gereformeerde kerken overheerst de opvatting dat de wederkomst het Koninkrijk van God vestigt en niet een aards (politiek) koninkrijk. De wederkomst hangt samen met het zichtbaar worden van een hemels koninkrijk.
Volgens chiliastische opvattingen in het christendom komt Jezus aan het eind van de geschiedenis terug op aarde om zijn tegenstanders te vernietigen, alle macht van de menselijke 'koninkrijken' en machten over te nemen en het Duizendjarig rijk te stichten. Onder meer Zevendedagsadventisten en Pinkster- en Volle Evangeliebewegingen hangen deze opvatting aan.
Veel christenen menen dat zij altijd op de wederkomst voorbereid moeten zijn. In Matteüs 24:42-44 staat namelijk dat de Mensenzoon zal komen op een tijdstip waarop dit niet verwacht wordt.

### Voorspelling in het Nieuwe Testament
Volgens vele plaatsen in het Nieuwe Testament kondigde Jezus aan dat nog tijdens het leven van zijn toehoorders het einde van de wereld te verwachten was. Veel van deze teksten worden in het christendom veelal zo uitgelegd dat Jezus zelf zou terugkeren bij het spoedige einde der tijden:
- Matteüs 24:34 ("Voorwaar Ik zeg u, dit geslacht zal geenszins voorbijgaan, voordat dit alles geschiedt"[3]) en 26:64. (In deze teksten zegt Jezus niet dat hij terug zal komen, maar dat "de Mensenzoon" zal komen.)
- Marcus 9:1 ("Voorwaar, Ik zeg u, er zijn sommigen onder degenen die hier staan, die de dood voorzeker niet zullen smaken, voordat zij zien dat het Koninkrijk Gods gekomen is met kracht"), 13:30 en 14:62.
- Lucas 9:27 (= Marcus 9:1) en 21:32 (= Matteüs 24:34). (In deze teksten van Marcus en Lucas wordt niet gesproken over een wederkomst van Jezus of de komst van de Mensenzoon.)
- Johannes 21:22.

De apostel Paulus sprak in zijn brieven de verwachting uit dat Jezus spoedig en tijdens Paulus' leven zou wederkeren (Romeinen 16:20, 1 Korintiërs 1:7-8, 10:11 en 15:51; Filippenzen 1:10, 4:5; 1 Tessalonicenzen 3:13, 4:15, 4:17, 5:23; 1 Timoteüs 6:14; Hebreeën 1:1-2, 10:37).
Jakobus, Petrus en Johannes verwachtten dit eveneens (Jakobus 4:5, 5:8; 1 Petrus 1:5, 7, 20, 4:7; 1 Johannes 2:18, 4:3, 2:28, 3:2).
Enige twijfel zaait 2 Tessalonicenzen, waarin een spoedige wederkomst wordt afgewezen ("...raak niet in paniek wanneer een profetie (...) het voorstelt alsof de dag van de Heer op het punt staat aan te breken. (...) De dag van de Heer breekt niet aan voordat velen zich van het geloof hebben afgekeerd en de wetteloze mens verschenen is (...)" 2 Thessalonicenzen 2:2-8). Het is dan ook niet duidelijk of deze brief daadwerkelijk valt onder de brieven van Paulus.

### Voortekenen
In Matteüs 24:4-44 vertelt Jezus op de Olijfberg wat de voortekenen zijn voor zijn wederkomst:
- Matteüs 24:4,5 (opkomst van vele valse profeten): "4 Jezus antwoordde hun: ‘Pas op dat niemand jullie misleidt. 5 Want er zullen velen komen die mijn naam gebruiken en zeggen: “Ik ben de messias,” en ze zullen veel mensen misleiden.". En in vers 23: "Als iemand dan tegen jullie zegt: “Kijk, dit is de messias,” of: “Daar is hij,” geloof dat dan niet."
- Matteüs 24:6 (berichten over oorlogen): "Jullie zullen berichten horen over oorlogen en oorlogsdreiging. Laat dat je dan niet verontrusten, die dingen moeten namelijk gebeuren, al is daarmee het einde nog niet gekomen."
- Matteüs 24:7-8 (overal in de wereld breken conflicten uit): "7 Het ene volk zal tegen het andere ten strijde trekken en het ene koninkrijk tegen het andere, en overal zullen er hongersnoden uitbreken en zal de aarde beven: 8 dat alles is het begin van de weeën." Dat is dus het begin van het einde. Sommige christenen hebben het hier in dit verband ook over De laatste generatie vóór de wederkomst van Jezus. Ze wijzen daarbij op de Bijbeltekst: "32 Leer van de vijgenboom deze les: zo gauw zijn takken uitlopen en in blad schieten, weet je dat de zomer in aantocht is. 33 Zo moeten jullie ook weten, wanneer je dat alles ziet, dat het einde nabij is." (Matt. 24:32-33). De "vijgenboom" is in de Bijbel een symbool voor het land Israël.
- Matteüs 24:9 (christenen zullen worden vervolgd en gehaat): "9 Dan zal men jullie onderdrukken en doden, en jullie zullen door alle volken worden gehaat omwille van mijn naam."
- Matteüs 24:10 (de grote afval van gelovigen): "10 Velen zullen dan ten val komen, ze zullen elkaar verraden en elkaar haten.". Vele mensen vallen dus van hun geloof af.
- Matteüs 24:12 (wetteloosheid neemt toe en de liefde bekoelt): "12 En doordat de wetteloosheid toeneemt, zal bij velen de liefde bekoelen."
- Matteüs 24:14 "14 Dit goede nieuws van het koninkrijk zal over de gehele bewoonde aarde worden gepredikt tot een getuigenis van alle natien en dan zal het einde komen."

Jezus komt volgens de Bijbel pas terug als het evangelie over de hele wereld is verspreid en iedereen dus de kans heeft gehad om zich te bekeren. Dat is een van de redenen dat sommige christenen proberen te evangeliseren in landen waar men nog vrij onbekend is met de verhalen over Jezus' leven. In Matteüs 24:14 staat: "Pas als het goede nieuws over het koninkrijk in de hele wereld wordt verkondigd als getuigenis voor alle volken, zal het einde komen." Verder zullen de twee getuigen het evangelie nog verspreiden tijdens de regeerperiode van de antichrist en de grote verdrukking.
De Bijbel laat weten dat Jezus zou hebben gezegd dat eerst al die voortekenen moeten hebben plaatsgevonden voordat hij terugkeert: "Ik verzeker jullie: deze generatie zal zeker nog niet verdwenen zijn wanneer al die dingen gebeuren." (Matteüs 24:34). Dit slaat op De laatste generatie.
Ook in het Oude Testament vinden we een voorteken vóór de terugkomst van Jezus Christus: namelijk de terugkeer van het Joodse volk naar hun eigen, oorspronkelijke grondgebied. Verschillende christenen geloven dat dit de huidige staat Israël is, en dat deze profetie dus in 1948 met de oprichting van de staat Israël in vervulling is gegaan. Zij zien een ondersteuning hiervoor in Ezechiël 37:21 "Dit zegt God, de HEER: Ik haal de Israëlieten weg bij de volken waar ze terechtgekomen zijn, ik zal ze overal vandaan bijeenbrengen en ze naar hun land laten terugkeren."
Jezus zal volgens de Openbaring van Johannes terugkeren op de wolken: "Hij komt te midden van de wolken, en dan zal iedereen hem zien, ook degenen die hem doorstoken hebben. Alle volken op aarde zullen over hem weeklagen. Ja, amen." Hieruit wordt vaak geconcludeerd dat hij voor iedereen over de hele wereld zichtbaar zal zijn.

### Na de wederkomst
Nadat Jezus zichtbaar zal terugkeren op aarde, zal Hij met zijn leger van eerder opgenomen christenen (bij de opname van de gemeente) ten strijde trekken tegen de antichrist met zijn leger op Armageddon, een gebergte in Megiddo. Jezus zal volgens de Openbaring van Johannes 17:14 deze strijd winnen: "Ze binden de strijd aan met het Lam, maar het Lam zal hen overwinnen. Want het Lam is de hoogste Heer en Koning, en wie Hem toebehoren, wie geroepen zijn en uitgekozen, zijn trouw."
Vervolgens zal Satan voor een periode van 1000 jaren worden opgesloten. Openbaring 20:1-3: "1 Ik zag een engel uit de hemel neerdalen met de sleutel van de onderaardse diepte en zware ketenen in zijn hand. 2 Hij greep de draak, de slang van weleer, die ook duivel of Satan wordt genoemd, en ketende hem voor duizend jaren. 3 Hij gooide hem in de diepte, sloot de put boven hem en verzegelde die, opdat de volken niet meer door hem misleid zouden worden tot de duizend jaar voorbij waren; daarna moet hij korte tijd worden losgelaten." Dit is het begin van het Duizendjarig rijk. Satan is dan met een grote keten vastgebonden en in een diepe afgrond gegooid. Maar daarna zal het volgende met Satan gebeuren (Openbaring 20:7-20): 7 Wanneer de duizend jaar voorbij zijn, zal Satan uit zijn gevangenis worden losgelaten. 8 Dan gaat hij eropuit om de volken aan de vier hoeken van de aarde, Gog en Magog, te misleiden. Hij brengt hen voor de strijd bijeen, een menigte zo talrijk als zandkorrels aan de zee. 9 Ze trekken op, over de hele breedte van de aarde, en omsingelen het kamp van de heiligen en de geliefde stad. Maar vuur daalt neer uit de hemel en verteert hen. 10 En de duivel, die hen misleidde, wordt in de poel van vuur en zwavel gegooid, bij het beest en de valse profeet. Daar zullen ze dag en nacht worden gepijnigd, tot in eeuwigheid.
Voor de mensen die in Jezus geloven, zal er een heel mooie tijd aanbreken die vergelijkbaar is met de hemel op aarde. Dit wordt beschreven in Jesaja 11:9: "Niemand doet kwaad, niemand sticht onheil op heel Mijn heilige berg. Want kennis van de HEER vervult de aarde, zoals het water de bodem van de zee bedekt." Verder zullen dieren die elkaar voorheen zouden hebben opgegeten, nu samen in harmonie leven en wilde dieren zullen ook geen mensen meer aanvallen.

## Binnen de islam
De wederkomst van Isa (de islamitisch-Arabische naam voor Jezus, een profeet) binnen de islam is de eerste terugkeer van hem na zijn opname in de hemel. Op basis van soera De Vrouwen 157-158 wordt gesteld dat Isa niet, zoals volgens de Bijbel, aan het kruis stierf. De Koran vermeldt dat de joden die beweerden de Messias ter dood te hebben gebracht slechts in verwarring waren gebracht. Tafsir, binnen de islam de exegese en interpretatie van de Koran, wijst uit dat een plaatsvervanger ter dood werd gebracht, terwijl Isa in de hemel werd opgenomen.
De wederkomst van Isa wordt niet expliciet in de Koran aangekondigd. Er is geen exegese bekend die een bepaalde aya als zodanig uitlegt. Daarentegen geven verschillende ayaat een visie op de opname van Isa in de hemel. Soera Het Geslacht van Imraan 55 kondigt onder andere aan dat Isa door Gods wil zal sterven en Isa tot Hem zal opheffen. Dit zou suggereren dat Isa stierf, voordat hij terugkomt. Soera Maria 33 laat Isa in zijn wieg zeggen: "Vrede was met mij op de dag van mijn geboorte en zal met mij zijn op de dag van mijn dood en evenzo op de dag dat ik ten leven zal worden opgewekt." Deze woorden worden reeds gesteld in aya 15 door Yahya. Deze verzen zouden kunnen wijzen op een geboorte, dood en wederopstanding door Isa, zoals allen deze zullen meemaken volgens de islamitische visie. Soera Het Geslacht van Imraan 144 en soera De Tafel 75 wijzen ook op een menselijk sterven.
Bij het aanbreken van de eindtijd zal Isa wederkeren en misschien als de Mahdi (verlosser of bevrijder) de anti-messias (dajjal) verslaan, en vervolgens nog 40 jaar op aarde leven. Hij zal alle kruisen vernietigen en zich in Jeruzalem voor de salat achter de imam opstellen. Daarna sterft hij, wellicht voor een eerste maal (afhankelijk van de gehanteerde tafsir) en wordt begraven naast Mohammed in Medina. Op de dag des oordeels komt Isa weder en getuigenis afleggen voor zijn gemeenschap, zoals alle profeten dat zullen doen.
Een Hadith levert over dat het niet duidelijk is of het veertig jaar, maanden of dagen is dat Al masih ad dajjalal Masih actief zal zijn. Daarop volgt de wederkomst van Isa, die hem hem te gronde richt, waarna de mensen zeven jaar zonder onderlinge vijandschap verblijven. Daarna zendt God een koude wind die iedereen van de aardbodem zal wegvegen. Tevens is er sprake van bazuingeschal. Er zal een regen volgen als dauw waaruit de lichamen van mensen groeien, waarna hun rekenschap gevraagd zal worden, onder andere gesteld in Soera De in de Rangen Behorenden 27.